# 羽仁進
羽仁 進（はに すすむ、1928年〈昭和3年〉10月10日 - ）は、日本の映画監督。父は歴史家で参議院議員を務めた羽仁五郎、母は婦人運動家の羽仁説子。母方の祖父母は自由学園創立者の羽仁吉一と羽仁もと子、父方の祖父は第四十銀行創立者の森宗作。妹に音楽教育家の羽仁協子。

## 略歴
祖母の羽仁もと子が創立した自由学園を1947年に卒業後、1年間の共同通信社記者生活を経て、1949年、岩波映画製作所の設立に加わる。最初は岩波写真文庫の編集などに携わり、1952年に厚生省（現・厚生労働省）がスポンサーとなった『生活と水』で監督デビューする。
1955年に公開された記録映画『教室の子供たち』は、授業中の子どもたちの姿をいきいきと活写し、教育映画祭最高賞を受賞するなど絶賛された。引き続き制作した記録映画『絵を描く子どもたち』は、当時の記録映画としては珍しく1956年に劇場にて娯楽映画と併映された。1958年には法隆寺の姿を収めた『法隆寺』を制作した。
1960年にはドキュメンタリーの手法を多用した長編劇映画の『不良少年』を撮り、新境地を開拓した。プロの俳優は使わず、非行経験のある少年を集めてその経験を即興的に取り入れていきながら撮ったもので、その後のスタイルを決定付けた。この作品はキネマ旬報ベストテンの首位に選ばれた。
その後に独立し、また劇映画に転じ、1965年の『ブワナ・トシの歌』では、渥美清演ずる主人公がアフリカ奥地にプレハブ住宅を造りに行く姿を描いた。また、1968年の寺山修司の脚本を得た『初恋・地獄編』（主演：石井くに子、高橋章夫）も類似の手法でATGから配給された。1970年代半ば以降は、再びドキュメンタリーに戻った。
その後、アフリカ、オーストラリアなどに海外ロケを30年近く続け、野生動物を撮りつづけた。その集大成として『動物に学ぶ－生きる』制作した他、反核ドキュメンタリーも制作した。
独自の教育論で、各地での講演活動や執筆活動を行っている。2025年には96歳で元気にインタビューに応じる様子が公開された。
元妻は女優の左幸子。1959年に結婚、1977年に離婚した。離婚の原因は、羽仁が左幸子の実妹の額村喜美子と浮気したことである。喜美子は女優として多忙な幸子に代わり、娘の未央が生まれた頃からベビーシッターとして羽仁家に出入りし家事もこなしながら、羽仁のマネージャーを務めていた。羽仁のアフリカ長期撮影旅行に同行する中での出来事であった。羽仁は離婚4か月後に喜美子と再婚した。同じく左幸子の実妹で女優の左時枝と混同されることがあるが、喜美子は四女、時枝は五女であり、別人である。女優、タレント、エッセイストの羽仁未央（1964年 - 2014年）は、左幸子との間の一人娘。
祖父母の時代から長野県軽井沢町に別荘があり、「軽井沢自然景観会議」の会長を務め、軽井沢の自然・景観保全に尽力している。

## 作品
- 生活と水（1952年、岩波映画）
- 教室の子供たち（1955年、岩波映画）

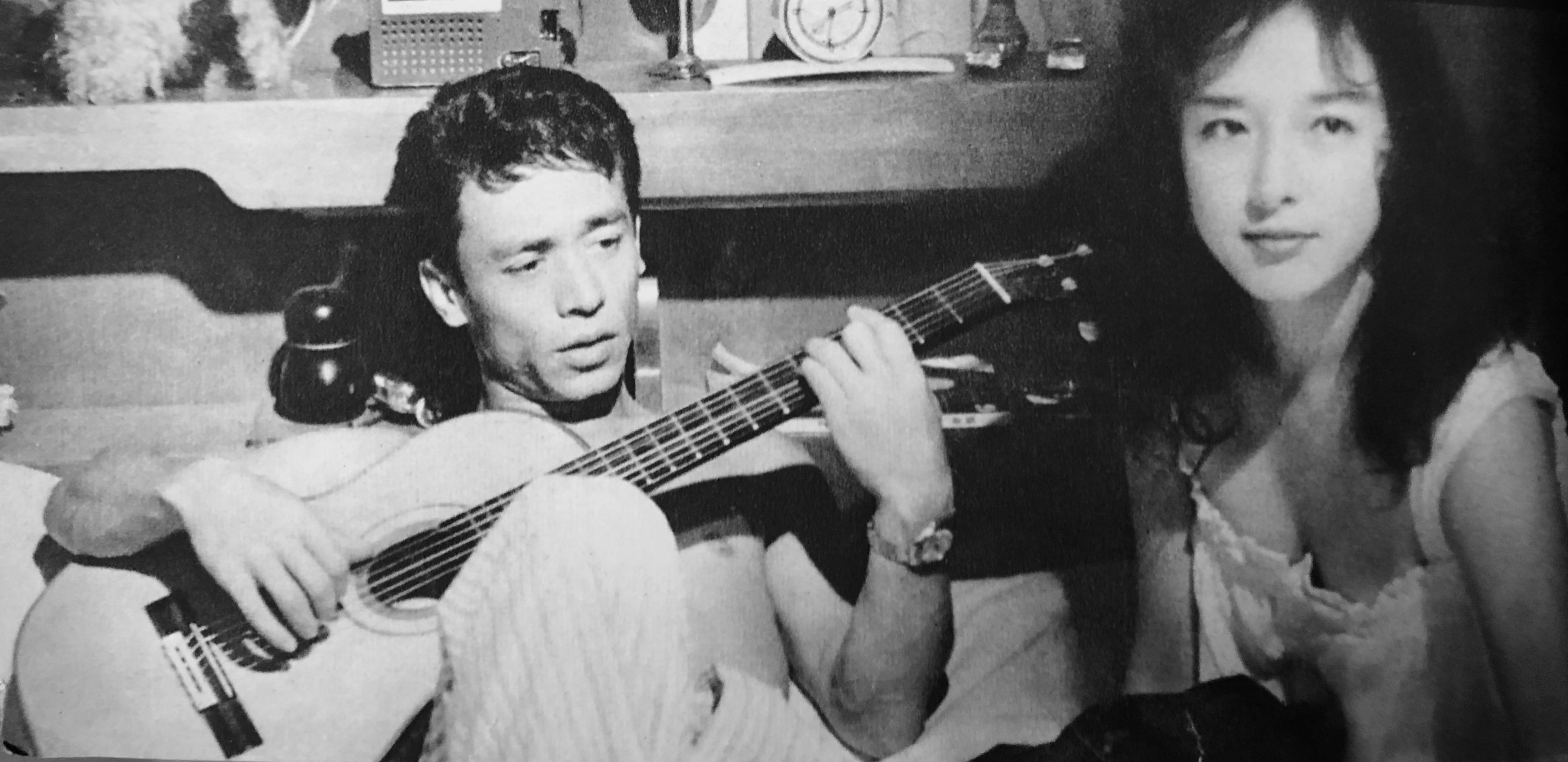
『充たされた生活』（1962年）

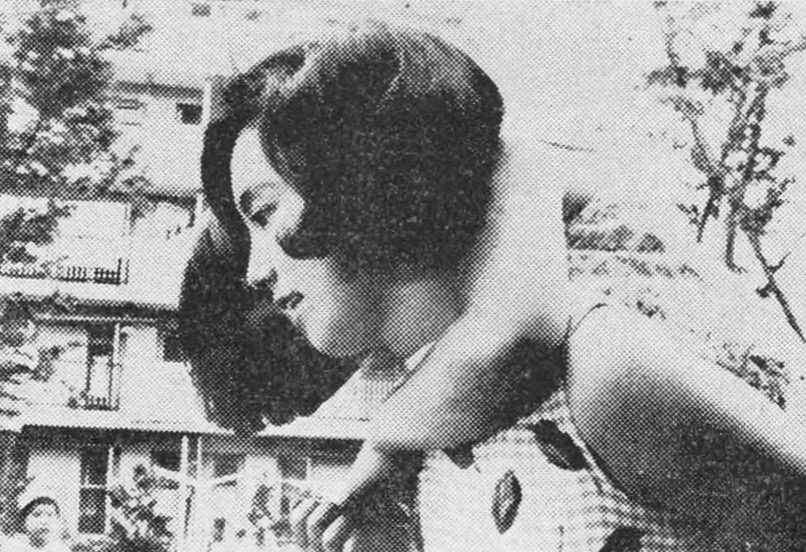
『彼女と彼』（1963年）

- 絵を描く子どもたち（1956年、岩波映画）
- 双生児学級（1956年、岩波映画）
- 動物園日記（1956年、岩波映画）
- 海は生きている（1958年、岩波映画）
- 法隆寺（1958年、岩波映画）
- 不良少年（1961年、岩波映画[5]）
- 充たされた生活（1962年、松竹）
- 彼女と彼（1963年、左幸子主演、ATG、岩波映画）
- 手をつなぐ子ら（1964年、昭和映画）
- ブワナ・トシの歌（1965年、東京映画＝昭和映画）
- アンデスの花嫁（1966年）
- 初恋・地獄篇（1968年、羽仁プロ＝ATG）
- 愛奴（1969年、羽仁プロ＝松竹）
- 恋の大冒険（1970年、オールスタッフ･プロ＝テアトル･プロ）
- 妖精の詩（1971年、羽仁プロ）
- 午前中の時間割り（1972年、羽仁プロ＝ATG）
- 動物家族（1974-75）※テレビ番組
- アフリカ物語（1980年、サンリオ・フィルム）
- 予言（1982年、子供たちに世界に被曝の記録を送る会映画製作委員会）
- 歴史＝核狂乱の時代 （1983年、被爆の記録を送る会）

## テレビ出演
- 異議あり!「期待される若者像 期待される人間像」 司会：岡本愛彦　共演：高坂正顕、内藤善三郎、坂西志保、無着成恭、寺山修司（1966年12月31日、東京12チャンネル）
- 世界・ふしぎ発見!（TBS）
- どうぶつ奇想天外!（TBS）
- ETV特集（Eテレ）

## 主な受賞歴
- 1956年　キネマ旬報短編映画ベストテン1位
- 1961年　キネマ旬報作品賞・監督賞、マンハイム国際映画祭金賞
- 1964年　ベルリン国際映画祭特別賞
- 1965年　モスクワ国際映画祭監督賞
- 1969年　オーストラリア映画祭南十字星賞

## 著書
- 『演技しない主役たち 記録映画作者の眼から』中央公論社 1958
- 『カメラとマイク 現代芸術の方法』中央公論社 1960
- 『未来っ子誕生 そのビジョンとプラン』講談社 (ミリオン・ブックス) 1963
- 『アメリカ困難旅行 カメラをかついでサバンナを行く』講談社 (ハウ・ツウ・ブックス) 1965
- 『青春を生きる 孤独・愛・友情』大和書房 (銀河選書) 1967 のち講談社文庫
- 『やまたのおろち』ものがたり絵本 赤羽末吉絵 岩崎書店 1967
- 『子どもとマスコミ 映像文化の正しい受けとりかた』(家庭文庫 評論社 1969
- 『花をもとめて3000キロ』 (人類の記録シリーズ 西村保史郎絵 ポプラ社 1970
- 『子どもを幸せにする本 叱らずに躾ける家庭教育』主婦と生活社 (21世紀ブックス) 1972
- 『放任主義 一人で生きる人間とは』光文社 (カッパ・ブックス) 1972
- 『人間的映像論』中公新書 1972
- 『ネコの王国』 (羽仁進のえほんとあそぼう) ゆのせいいちえ 好学社 1973
- 『ぼくにはひみつがあります』 (羽仁進のえほんとあそぼう) 堀内誠一え 好学社 1973
- 『恋愛論 なぜ人は求めずにおれないか』祥伝社 (ノン・ブックス) 1973
- 『山の精ゴロンゴロ』 (羽仁進のえほんとあそぼう) 高橋章夫え 好学社 1973
- 『ぼくが動物に学んだこと』文化出版局 1973
- 『青春をぼくのポケットに』大和書房 1974
- 『2たす2は4じゃない 雑草教育のすすめ』筑摩書房 1975
- 『動物家族』大和書房 1975
- 羽仁進・動物シリーズ ポプラ社

1 ライオンのおやこ 1975
2 ゾウの大冒険 1975
3 キリンのたんじょう 1975
4 ひとりぼっちのチーター 1975
5 ゆかいなハイエナたち 1975
6 ふしぎなサル 1976
7 川の王さまカバ 1976
8 シマウマのおとうさん 1976
9 あわてんぼうのサイ 1976
10 うつくしいトリ 1976
11 かけっこじまんの動物 1976
12 ほろびゆくワニ 1976
- 『遊びの贈り物 教室ではできない"才能"の伸ばしかた』青泉社 1977
- 『ふるやのもり』 (日本むかしばなし) 斎藤博之え. 高橋書店 1977
- 『羽仁進のアフリカ日記』平凡社 1978
- 『学校で教えてくれないこと コセ博士と知的探偵団』(ちくま少年図書館) 筑摩書房 1978
- 羽仁進の動物王国 アフリカの野生動物シリーズ ブロンズ社 1979

1 サバンナの狩人 のち講談社文庫
2 野生の群れ
3 永遠の天使たち
- 『初恋・自殺・不良少年 ぼくの思春期』 (のびのび人生論) ポプラ社 1979
- 『自分主義 自分という他人を愛する発想法』青春出版社 1981
- 『テンベア わが愛しのアフリカ』集英社 1981
- 『シンバの国 羽仁進のアフリカ動物画集』第一法規出版 1982
- 『妻に捧げたい料理の本 ひと味ちがう"舌の考現学"』祥伝社 (ノン・ブック) 1982
- 『ネコになったボク』 (学図の新しい創作シリーズ) 佐々木マキえ 学校図書 1982
- 『大人になった娘との対話 話しにくい年頃 男として何を教えるか』 (ワニの本 ベストセラーズ 1983
- 『ビデオ自由自在 テレビ録画・子供の撮影・ドラマづくり』光文社 (カッパ・ブックス) 1983
- 『自由学園物語』講談社 1984
- 『ネコは街のライオンだ』 (ポプラ・ノンフィクション) ポプラ社 1984
- 『羽仁進の新・家族論』三省堂 1985
- 『ぼくのワイン・ストーリー ベスト・セレクション142種』徳間書店 1991 のち中公文庫
- 『羽仁進の世界歴史物語 5幕19場のドラマ』小学館 1994
- 『ネコもキリンも見栄をはる 羽仁進の新アフリカ動物行動学』講談社 1996
- 『あいさつ ライオンの物語』あべ弘士絵, ヒロコ・タウンゼント英文 光村教育図書 1997
- 『親子 ヒョウの物語』文・絵, ヒロコ・タウンゼント 英文. 光村教育図書 1997
- 『共生 ゾウの物語』文・絵, ヒロコ・タウンゼント 英文. 光村教育図書 1997
- 『勇気 ヌーの物語』あべ弘士 絵, ヒロコ・タウンゼント 英文. 光村教育図書 1997
- 『誕生 トピの物語』あべ弘士 絵, ヒロコ・タウンゼント英文. 光村教育図書 1998
- 『死 バッファローの物語』村上康成絵, ヒロコ・タウンゼント英文 光村教育図書 1998
- 『争い カンガルーの物語』村上康成絵, ヒロコ・タウンゼント英文 光村教育図書 1998
- 『性 カンムリヅルの物語』あべ弘士絵, ヒロコ・タウンゼント英文. 光村教育図書 1998
- 羽仁進の愛情いっぱい動物記 ひかりのくに

はしれ!ちびっこチーター 井上冬彦写真 1998
さいのぼうやはあまえんぼう 内山晟写真 1998
だちょうのひながうまれたよ 内山晟,フレッド・ブルーマー 写真 1998
しあわせなこぞう 井上冬彦写真 1998
まいごのライオンぼうや 井上冬彦写真 1998
がんばれ!きりんのこどもたち 井上冬彦写真 1998
しまうまのおとうさん 井上冬彦写真 1998
ヌーのたび  内山晟写真 1998
コアラのじまん 内山晟写真 1998
ジャッカルのかぞく 井上冬彦写真 1999
のんびりやのかばのひみつ 内山晟, 阿部昭三郎写真 1999
おてんばカンガルー 内山晟写真 1999
- 『羽仁進の日本歴史物語』小学館 1999 「5日でわかる世界歴史」小学館文庫
- 『大いなる死 死と生の幸福論』光文社 2001
- 『とんでったらあふりか』 (日本傑作絵本シリーズ) 福音館書店 2006
- 『僕がいちばん願うこと エピクロス的生活実践』岩波書店 2007
- 『サバンナの動物親子に学ぶ』講談社 2011

### 共著
- 『ゼロ歳の記録』左幸子共著 朝日新聞社 1965
- 『羽仁進・左幸子のアンデス旅行』徳間書店 (平和新書) 1966
- 『いかに国を守るか』石原慎太郎,藤原弘達共著 日新報道 1970
- 『動物のこども』 (平凡社カラー新書 小原秀雄共著 1975
- 『ネコの父へ人間のミオより』羽仁未央共著 潮出版社 1978
- 『父が息子に語る歴史講談』羽仁五郎共著 文芸春秋 1983
- 『野菜ぜいたく 完熟野菜の奇跡』服部哲共著 講談社 1985
- 『ペット化する現代人 自己家畜化論から』小原秀雄共著 日本放送出版協会 (NHKブックス) 1995

### 翻訳
- アレン・ドッド, アイヴィ・ドッド『二匹の猫の物語』訳・装画 パシフィカ 1981
- エリル・デーヴィス『発明』(ポケットペディア)監修. 紀伊國屋書店 1997

### 掲載紙
- 映画芸術 1964年1月号No.195/大島渚・羽仁進・新藤兼人・深作欣二